# Gran Premio d'Olanda 2024
Il Gran Premio d'Olanda 2024 è stata la quindicesima prova della stagione 2024 del campionato mondiale di Formula 1. La gara si è corsa domenica 25 agosto sul circuito di Zandvoort della località omonima, nei Paesi Bassi, ed è stata vinta dal britannico Lando Norris su McLaren al secondo successo in carriera; Norris ha preceduto all'arrivo l'olandese Max Verstappen su Red Bull Racing-Honda RBPT e il monegasco Charles Leclerc su Ferrari.
Per Norris è il primo hat trick (pole position, giro veloce e vittoria) in carriera in Formula 1. All'intero weekend di gara hanno assistito 305 000 spettatori, lo stesso numero record di presenze delle edizioni del 2022 e 2023.
Questo Gran Premio segna l'ultima gara in Formula 1 per il pilota statunitense Logan Sargeant.

## Vigilia

### Aspetti tecnici
Per questo Gran Premio la Pirelli, fornitore unico degli pneumatici, offre, alla luce delle caratteristiche tecniche del circuito, la scelta tra gomme di mescola C1, C2 e C3, le mescole più dure della gamma del genere di coperture messe a disposizione dall'azienda italiana. Fin dall'edizione 2021 del Gran Premio, stagione nel quale la corsa tornò a far parte del calendario del campionato mondiale di Formula 1, l'azienda ha sempre stabilito la stessa tipologia di pneumatici per questo appuntamento. Essa viene stabilita per la quinta volta in stagione, la prima dal Gran Premio di Gran Bretagna. Prima di questa gara, durante la pausa estiva, la Pirelli nomina anche le gomme per i successivi Gran Premi d'Italia, d'Azerbaigian e di Singapore.
La Federazione conferma le due zone stabilite nell'edizione del 2021 dove può essere attivato il Drag Reduction System, quando il circuito di Zandvoort tornò a far parte del calendario del campionato mondiale, su una diversa configurazione, per la prima volta dalla stagione 1985. La prima zona è stabilita sul rettilineo principale dei box. Nell'edizione del 2022 essa venne allungata di 300 metri, con detection point spostato e fissato dopo la curva 12, rispetto all'edizione precedente. Grazie a questa variazione ai piloti fu consentito di attivare il dispositivo mobile mentre quest'ultimi percorrono l'ultima curva, famosa per il suo banking di 18 gradi. La modifica aiuta i piloti a immettersi sul rettilineo principale portando maggiore velocità nel tentativo di effettuare un sorpasso. La seconda zona è stabilita tra la curva 10 e la curva 11, con detection point fissato all'entrata della curva 10.
Nell'edizione del 2021, invece, al termine della prima sessione di prove libere del venerdì, la Federazione non permise l'allungamento della prima zona DRS con l'uso sul banking della curva 14, tale da consentire l'apertura del dispositivo mobile in anticipo, dopo le richieste di alcuni piloti, al fine di favorire i sorpassi. Nell'edizione del 2022, nel corso della prima sessione di prove libere del venerdì, la Federazione aveva concesso il via libera per condurre dei test a DRS aperto alla curva 14 caratterizzata dal banking, per poi approvare definitivamente la soluzione per il resto del weekend, dato l'esito positivo della sperimentazione. Nel tratto del circuito in questione, nel 2021, per questioni legate alla sicurezza, l'organo mondiale dell'automobilismo invece negò l'uso del dispositivo mobile anche in fase sperimentale.
Rispetto all'edizione del 2023, il circuito è oggetto di alcune modifiche. La corsia dei box viene estesa con l'aggiunta di sei garage, oltre alla riqualificazione dell'area esterna alla pista. Le barriere di protezione sono state riallineate alla curva 6 sul lato destro e alla curva 2 sul lato sinistro. Nuovi muri in cemento con recinzioni a norma della Federazione sono stati installati tra la curva 10 e la curva 11 sul lato destro. Per questa gara, la Federazione fissa la velocità massima dentro la corsia dei box a 60 km/h. L'organo mondiale dell'automobilismo stabilisce che se i piloti non percorrono correttamente le curve 1, 8 o 11, quest'ultimi devono utilizzare la via di fuga esterna che riconduce alla pista rispettivamente all'uscita della curva 1, alla curva 9 e alla curva 12.
Nella notte del giovedì, la Williams utilizza uno dei tre coprifuochi concessi durante la stagione per effettuare le operazioni sulle proprie vetture. La scuderia britannica non riceve sanzioni. Prima dell'inizio della prima sessione di prove libere del venerdì, sulla vettura di Charles Leclerc viene installata la quarta unità relativa al motore a combustione interna, al turbocompressore e all'MGU-K, e la quinta unità relativa all'impianto di scarico. Sulla vettura di Sergio Pérez viene installata la settima unità di quest'ultimo stesso componente. Entrambi i piloti non sono penalizzati sulla griglia di partenza in quanto i nuovi componenti installati rientrano tra quelli utilizzabili nel numero massimo stabilito dal regolamento tecnico. Sulla vettura di Yuki Tsunoda e Nico Hülkenberg viene installata la quarta scatola del cambio e la quarta trasmissione. Entrambi i piloti non sono penalizzati sulla griglia di partenza in quanto i nuovi componenti installati rientrano tra quelli utilizzabili nel numero massimo stabilito dal regolamento tecnico.

### Aspetti sportivi
Il Gran Premio rappresenta il quindicesimo appuntamento stagionale a distanza di quattro settimane dalla disputa del Gran Premio del Belgio, quattordicesima gara del campionato. Il campionato disputa per il sesto e penultimo weekend di gara consecutivo un appuntamento previsto in Europa, l'ottavo complessivo della stagione nel vecchio continente. Il Gran Premio è l'unica prova calendarizzata nel mese di agosto, nonché il primo evento dopo la pausa estiva obbligatoria per squadre e piloti, e la terza gara della seconda parte di stagione. Il Gran Premio si disputa in questo mese per la seconda edizione consecutiva, e viene collocato come il primo appuntamento dopo la sosta per la seconda stagione di fila. Il mondiale disputa un appuntamento sulla tipologia di tracciato permanente per il sesto weekend di gara consecutivo. Il contratto per l'inserimento della gara nel calendario mondiale, sempre sul circuito di Zandvoort, è stato rinnovato nel mese di dicembre 2022 fino alla prossima stagione. Sponsor del Gran Premio è, come avvenuto fin dall'edizione del 2021, l'azienda locale produttrice di birra Heineken. A questa edizione assistono 305 000 spettatori nel corso del weekend di gara, lo stesso numero record di presenze delle edizioni del 2022 e 2023.
Presente nel calendario del campionato mondiale di Formula 1 fin dalla stagione 1952 e valido quale prova della categoria dallo stesso anno, il Gran Premio d'Olanda vede la disputa della sua trentaseiesima edizione, la trentaquattresima valida per il mondiale. Il circuito di Zandvoort è il tracciato ad aver ospitato tutte le edizioni della gara, su cinque diverse configurazioni, la cui la più recente in uso dalla categoria fin dall'edizione 2021 quando il circuito tornò a far parte del calendario del campionato mondiale di Formula 1, per la prima volta dalla stagione 1985, dopo essere stato oggetto di una profonda rinnovazione. Il circuito, il quale è l'undicesimo più volte utilizzato nella storia della categoria, è stato sede anche di due prove non valide per il mondiale, nell'edizione inaugurale del campionato mondiale di Formula 1, nel 1950, e in quella successiva del 1951. Altre due edizioni, sulla stessa pista, nel 1948 e nel 1949, furono corse sotto la denominazione di Gran Premio di Zandvoort. Il Gran Premio d'Olanda non è stato corso nella stagione 1954, in quelle del 1956 e del 1957, tutte e tre a causa della mancanza di fondi per la disputa della gara, in quella del 1972, in cui originariamente la corsa fu presente in calendario, ma i piloti si rifiutarono di correre perché le strutture e le condizioni del circuito non erano delle stesse di quelle di altri Gran Premi, e tra il 1986 e il 2020, poiché la società che gestiva il circuito fallì dopo l'edizione del 1985. Già nel corso del 2020 era previsto il ritorno del Gran Premio nel calendario del campionato mondiale, collocato nel mese di maggio, a distanza di 35 anni, ma esso fu annullato, insieme a numerosi altri Gran Premi, a causa delle problematiche dettate della pandemia di COVID-19, posticipando quindi il suo ritorno alla stagione seguente. Con il ritorno del Gran Premio nel 2021, a distanza di trentasei anni dall'ultima edizione disputata, esso stabilì il distacco maggiore fra due edizioni nella storia del campionato mondiale. Il precedente record apparteveneva al Gran Premio di Svizzera, in cui tra l'edizione del 1954 e quella del 1982 si ebbe un distacco di ventotto stagioni.
Jim Clark è il pilota con il maggior numero di vittorie nel Gran Premio d'Olanda, con quattro successi, e di giri più veloci, con cinque. Il britannico, che debuttò nella massima categoria nell'edizione del 1960, condivide il maggior numero di podi (6) con Niki Lauda. Il pilota locale campione del mondo della Red Bull Racing, Max Verstappen, in caso di successo, può eguagliare i trionfi del britannico. Entrambi sono gli unici piloti ad aver vinto tre edizioni consecutive della gara. Verstappen è anche l'unico pilota dell'attuale campionato ad aver trionfato e segnato la pole position in questo appuntamento, oltre a figurare sul podio fin dal ritorno del Gran Premio nella stagione 2021. Egli, insieme a René Arnoux, condivide il maggior numero di partenze al palo (3). Verstappen, che ha ottenuto le tre vittorie nei Paesi Bassi sempre dalla pole position, prende parte alla duecentesima partenza in un Gran Premio. Il campione del mondo ha iniziato la sua carriera diventando il più giovane pilota di sempre a partire in un Gran Premio di Formula 1, all'età di 17 anni e 165 giorni, nel Gran Premio d'Australia 2015 con l'ex scuderia denominata Toro Rosso. Da allora ha ottenuto 61 vittorie, 107 podi, 40 pole position e tre titoli piloti. Nell'edizione precedente l'olandese, l'unico ad aver vinto il Gran Premio di casa per tre volte, tra l'altro consecutive, eguagliò l'allora record di nove vittorie di fila di Sebastian Vettel della stagione 2013. Oltre a Verstappen, altri sei piloti dell'attuale campionato hanno ottenuto il podio in questo appuntamento, ma non più di una volta. Il pilota britannico della Mercedes, Lewis Hamilton, e quello finlandese della Sauber, Valtteri Bottas, nel 2021. Il compagno di scuderia di Hamilton, il connazionale George Russell, e il monegasco della Ferrari, Charles Leclerc, nel 2022. Lo spagnolo dell'Aston Martin, Fernando Alonso, e il francese dell'Alpine, Pierre Gasly, al primo podio con la scuderia transalpina, nel 2023. La Ferrari e la Lotus detengono rispettivamente il maggior numero di vittorie nel Gran Premio d'Olanda (8) e di pole position (8). Quindici dei trentatré Gran Premi corsi sul circuito di Zandvoort sono stati vinti dalla pole position (45,5%). La posizione più indietro dal quale è stata vinta la corsa in griglia di partenza è stata la decima posizione, in due occasioni. L'edizione precedente ha rappresentato il Gran Premio oggetto del più alto numero di pit stop nella storia della Formula 1, con 89, battendo il precedente primato di 88 soste del Gran Premio d'Ungheria 2011, nonché del maggior numero di sorpassi in una singola gara con 186, dopo il primato dei 161 del Gran Premio di Cina 2016, e in un singolo giro, con 63. Quattro piloti hanno ottenuto la prima vittoria in carriera in questo appuntamento: Jo Bonnier (1959), Wolfgang von Trips (1961), Graham Hill (1962) e James Hunt (1976). La vittoria di James Hunt è stata anche l'unica per la Hesketh. Altre due scuderie hanno ottenuto la propria vittoria inaugurale a Zandvoort; la BRM nel 1959 e la Matra nel 1968. La vittoria di Jim Clark nel 1967 fu quella del debutto del motore Cosworth DFV V8. Altre nove vittorie con lo stesso propulsore sono state ottenute nel Gran Premio d'Olanda, l'ultima nel 1980. La gara del 1961 fu la prima della storia in cui tutti e quindici i piloti in griglia di partenza terminarono la corsa. Il Gran Premio d'Olanda non ha mai assegnato né il titolo piloti né quello costruttori.
Durante la pausa estiva, la Federazione adotta una serie di modifiche regolamentari, sia a livello tecnico che sportivo. Viene chiarito quando una penalità comminata in una gara o in una Sprint può essere convertita in penalità in griglia per la gara successiva, se il pilota non è stato in grado di scontarla durante la corsa stessa: le penalità di tempo di cinque e dieci secondi possono essere convertite nel caso in cui il pilota risulta essere non classificato al termine della gara o della Sprint, mentre le penalità del drive-through e dello stop and go possono essere convertite se il pilota si è ritirato dalla gara o dalla Sprint. Nella formulazione precedente della regola veniva stabilito genericamente che se il pilota non era riuscito a scontare la penalità a causa del ritiro dalla gara o dalla Sprint, poteva essere imposta una penalità in griglia per la gara successiva. Questa precisazione si è resa necessaria in seguito a quanto accaduto nella Sprint del Gran Premio di Cina e nella gara del Gran Premio d'Austria nel corso delle quali sono state imposte delle penalità di tempo non scontate dai piloti prima del loro ritiro; tuttavia, dato che in entrambi casi il ritiro è avvenuto dopo aver completato il 90% della distanza prevista, i piloti sono stati comunque classificati e quindi le penalità sono state aggiunte al loro tempo finale della corsa. Il regolamento è stato aggiornato per consentire ai team di realizzare muletti sulla base di vetture esistenti nel periodo 2020-2023, al fine di prepararsi al meglio alle modifiche al regolamento tecnico previste per la stagione 2026. Le squadre che utilizzano i muletti potranno utilizzare solo piloti con 500 km di esperienza nella guida di un'attuale vettura di Formula 1 a velocità di corsa costanti. A partire da questo Gran Premio, durante il periodo di bandiera rossa, le vetture possono essere istruite a schierarsi sulla griglia di partenza, anziché in pit lane, dove quest'ultima deve essere chiusa per motivi di sicurezza; il primo pilota ad arrivare sulla griglia di partenza si fermerà sulla casella della pole position e gli altri occuperanno le restanti caselle in base all'ordine in cui sono arrivati; tutte le procedure previste verranno svolte sulla griglia di partenza, invece che sulla pit lane. Un ulteriore chiarimento riguarda il caso di un pilota che si ferma in una qualsiasi zona del tracciato, al di fuori dalla pit lane, durante le qualifiche: quel pilota non potrà più partecipare alla sessione solo se riceve assistenza fisica per ripartire. In precedenza, la regola stabiliva genericamente che un'auto che si fosse fermata lungo la pista durante le qualifiche non avrebbe più potuto continuare la sessione. Quest'ultima modifica è stata introdotta in seguito a quanto accaduto nelle qualifiche del Gran Premio di Cina, durante le quali il pilota spagnolo della Ferrari, Carlos Sainz Jr., era andato a sbattere contro le barriere e si era fermato lungo la pista causando una bandiera rossa; il pilota era però riuscito, dopo alcuni minuti, a ripartire e riportare la macchina ai box e quindi era stato in grado di ritornare in pista quando la sessione era stata fatta riprendere. Riguardo al regolamento tecnico, la Federazione introduce una modifica sul divieto esplicito delle frenate asimmetriche. Questo tipo di sistema, che poteva offrire un vantaggio alle monoposto attuali soggette a sottosterzo, avrebbe potuto migliorare la distribuzione del carico, contribuendo a una maggiore stabilità nelle curve lente. Tuttavia, con questa modifica, qualsiasi utilizzo di tale tecnologia è ora proibito.
Il pilota russo con cittadinanza israeliana di riserva della Ferrari, Robert Švarcman, prende parte alla prima sessione di prove libere del venerdì alla Sauber, al posto del finlandese Valtteri Bottas, con il numero 97. La scuderia elvetica segue quanto previsto nel regolamento sportivo valevole dal 2022, in cui tutte le squadre iscritte al campionato hanno l'obbligo di schierare, durante le sessioni di prove libere, almeno due piloti giovani che non abbiano corso in più di due Gran Premi, in due occasioni, uno su ciascuna vettura. Il giorno successivo alla disputa del precedente Gran Premio del Belgio, la Williams annuncia per il 2025 l'ingaggio del pilota spagnolo della Ferrari, Carlos Sainz Jr., in partenza dalla scuderia di Maranello per l'approdo del britannico della Mercedes, Lewis Hamilton. Sainz Jr. prende il posto dello statunitense Logan Sargeant. L'Alpine rende noto Oliver Oakes quale nuovo team principal, in sostituzione di Bruno Famin. Il pilota di riserva della squadra, l'australiano Jack Doohan, viene annunciato quale pilota titolare per il 2025 al posto del francese Esteban Ocon], passato alla Haas. Jonathan Wheatley, direttore sportivo della Red Bull Racing, lascia la scuderia di Milton Keynes per approdare in Audi, che assorbirà la Sauber a partire dal 2026 con il nuovo cambio regolamentare. Andrea Stella, team principal della McLaren, annuncia il prolungamento, di durata pluriennale, del proprio contratto con la scuderia di Woking.
L'ex pilota di Formula 1 Johnny Herbert è nominato commissario aggiunto. Il britannico ha svolto in passato, in diverse occasioni, tale funzione, l'ultima al Gran Premio d'Austria. È la casa automobilistica tedesca Mercedes a fornire la safety car e la medical car, per l'ultima volta fornitrice delle vetture nel precedente Gran Premio del Belgio.

## Prove

### Resoconto
La prima sessione di prove libere è iniziata con pioggia e vento che, però, sono rapidamente cessati, tanto che la pista si è asciugata velocemente. Gasly aveva ottenuto un tempo con gomme da bagnato, ma le prestazioni migliori si sono, ovviamente, avute quando i piloti hanno potuto impiegare gomme slick. Il più rapido è stato Lando Norris, che ha preceduto Verstappen e Hamilton. Al quarto posto si è piazzato Sainz Jr.: la Ferrari ha però colto il tempo con gomme medie, risparmiando un treno di gomme morbide, rispetto alla concorrenza.
La Williams è stata multata di 500 euro da parte della Federazione in quanto Logan Sargeant ha superato il limite della velocità stabilito dentro la corsia dei box.
La successiva sessione del venerdì si è disputata su pista asciutta, e tempo sereno. Il tracciato, però, si presenta poco gommato, cosa che non ha impedito a Russell, il più veloce, di chiudere un giro solo di un paio di decimi più lento, rispetto alla pole position dell'edizione del 2023. La velocità delle Mercedes è confermata dal terzo tempo per Hamilton. Tra i due si è classificato Oscar Piastri: le McLaren hanno dimostrato un'ottima competitività nel long run. Ha palesato problemi tecnici al cambio la vettura di Sainz Jr., mentre la Ferrari di Leclerc non ha trovato il giusto assetto. La sessione è stata anche brevemente interrotta con bandiera rossa, dopo un testacoda, alla prima curva, per Nico Hülkenberg, provocato da una forte raffica di vento.
Al termine della seconda sessione di prove libere del venerdì, Zhou Guanyu e Daniel Ricciardo vengono convocati dai commissari sportivi in quanto il pilota cinese è stato fatto uscire dai meccanici dai box in condizioni non di sicurezza, al sopraggiugere del pilota australiano. La Sauber viene sanzionata con 5 000 euro da parte della Federazione. Alexander Albon e Lance Stroll vengono convocati per lo stesso motivo, con il pilota thailandese fatto uscire dai meccanici dai box in condizioni non di sicurezza, al sopraggiugere di quello canadese. La Williams viene sanzionata di 5 000 euro da parte della Federazione.
Durante le prime due sessioni di prove libere del venerdì, George Russell, Carlos Sainz Jr. e Valtteri Bottas utilizzano l'assemblaggio di una trasmissione al di fuori dell'allocazione prevista secondo il regolamento tecnico. Tutti e tre i piloti non sono penalizzati sulla griglia di partenza in quanto tale operazione rientra tra quelle effettuabili nel numero massimo consentito dal regolamento tecnico.
Nella notte tra il venerdì e il sabato, la Haas utilizza uno dei due coprifuochi concessi durante la stagione per effettuare le operazioni sulle proprie vetture. La scuderia statunitense non riceve sanzioni.
Prima dell'inizio della terza sessione di prove libere del sabato, sulla vettura di Kevin Magnussen viene installata la quarta scatola del cambio e la quarta trasmissione. Il pilota danese della Haas non è penalizzato sulla griglia di partenza in quanto i nuovi componenti installati rientrano tra quelli utilizzabili nel numero massimo stabilito dal regolamento tecnico.
La sessione del sabato è penalizzata dalla pioggia che rende scivolosa la pista. Ne fanno le spese Hülkenberg, uscito alla prima curva, con danneggiamento dell'ala anteriore, ma soprattutto Logan Sargeant, che perde il controllo della sua Williams alla terza curva, battendo in maniera violenta contro il guard-rail. La monoposto è distrutta, e subisce anche un principio d'incendio, mentre il pilota rimane incolume. La sessione viene interrotta a lungo, per consentire il recupero della vettura, e il ripristino delle barriere. Ai piloti vengono, poi, concessi solo due minuti per cercare un tempo. Il migliore risulta Pierre Gasly.
Al termine della terza sessione di prove libere del sabato, Nico Hülkenberg viene convocato dai commissari sportivi per aver guidato in condizioni non di sicurezza dopo danni causati all'elettore anteriore dopo il contatto con le barriere. La Haas riceve una reprimenda.

### Risultati
Nella prima sessione del venerdì si è avuta questa situazione:
| Pos | Nº | Pilota         | Costruttore                | Tempo    | Gap    | Giri |
| --- | -- | -------------- | -------------------------- | -------- | ------ | ---- |
| 1   | 4  | Lando Norris   | McLaren-Mercedes           | 1'12"322 |        | 17   |
| 2   | 1  | Max Verstappen | Red Bull Racing-Honda RBPT | 1'12"523 | +0"201 | 13   |
| 3   | 44 | Lewis Hamilton | Mercedes                   | 1'13"006 | +0"684 | 13   |

Nella seconda sessione del venerdì si è avuta questa situazione:
| Pos | Nº | Pilota         | Costruttore      | Tempo    | Gap    | Giri |
| --- | -- | -------------- | ---------------- | -------- | ------ | ---- |
| 1   | 63 | George Russell | Mercedes         | 1'10"702 |        | 30   |
| 2   | 81 | Oscar Piastri  | McLaren-Mercedes | 1'10"763 | +0"061 | 33   |
| 3   | 44 | Lewis Hamilton | Mercedes         | 1'10"813 | +0"11  | 30   |

Nella sessione del sabato si è avuta questa situazione:
| Pos | Nº | Pilota          | Costruttore         | Tempo    | Gap    | Giri |
| --- | -- | --------------- | ------------------- | -------- | ------ | ---- |
| 1   | 10 | Pierre Gasly    | Alpine-Renault      | 1'20"311 |        | 5    |
| 2   | 20 | Kevin Magnussen | Haas-Ferrari        | 1'20"450 | +0"139 | 9    |
| 3   | 77 | Valtteri Bottas | Kick Sauber-Ferrari | 1'21"155 | +0"844 | 7    |

## Qualifiche

### Resoconto
Alle qualifiche non prende parte Sargeant, per l'impossibilità della sua scuderia di riparare la vettura danneggiata al mattino. 
Hülkenberg è il primo a chiudere un giro cronometrato. Verrà battuto da Valtteri Bottas: in seguito si alternano in vetta Pierre Gasly e Stroll. Albon s'intercala secondo posto, mentre Pérez è terzo. Risultano in ritardo le Ferrari, prima che Oscar Piastri svetti con 1'11"541. L'australiano viene battuto da Hamilton; Norris, l'altro portacolori della McLaren, resta a due soli millesimi dal tempo del connazionale. Quando mancano dieci minuti al termine della sessione Verstappen non ha ancora tempi validi. Quando chiuderà il suo primo tentativo sarà terzo. Sainz Jr. risale, ma è solo dodicesimo. Meglio fa Gasly che rimonta fino in quinta posizione. Russell coglie il nono tempo, non ancora dando sicurezza del passaggio alla seconda fase. Hülkenberg risale settimo, spingendo Sainz Jr. fino alla quindicesima, e ultima, posizione valida per la Q2. Poco dopo Sergio Pérez accusa Hamilton di averlo ostacolato. Stroll, nel frattempo, s'installa in quarta posizione. Kevin Magnussen sale sesto, mentre Verstappen, che ha compiuto un errore nel suo tentativo, cerca subito un nuovo giro veloce. La pista è in netto miglioramento: Albon è quarto, Tsunoda settimo, prima che Fernando Alonso colga il quarto tempo. Sainz Jr., virtualmente eliminato, coglie il miglior tempo; Leclerc è secondo. Russell prima e Pérez in seguito, si portano al comando della classifica. Non accedono alla Q2 Ricciardo, Ocon, Bottas, Zhou e, naturalmente, Sargeant.
Le previsioni annunciano il possibile arrivo della pioggia. La Ferrari manda in pista subito i suoi piloti, anche se con gomme giù usate. Sainz Jr. chiude con 1'11"835, superato da Leclerc (1'11"665). Tocca a Piastri migliorare il tempo, con 1'10"505. Hülkenberg si pone tra l'australiano e il monegasco, mentre Alexander Albon non fa meglio dei ferraristi. Verstappen non è capace di limare il tempo di Piastri: quest'ultimo sarà, invece, battuto da Norris (1'10"496). Pérez coglie il quinto tempo, più lento di Stroll, quarto. Alonso si piazza sesto, mentre George Russell è terzo, a meno di un decimo da Norris. Hamilton è quinto, davanti a Leclerc. Tutti i piloti, ad eccezione dei primi quattro, riprendono la pista, nei minuti finali della sessione. Gasly riprende il quinto posto, davanti a Tsunoda. Il messicano Pérez riagguanta il quarto tempo. Anche Albon s'inserisce nei primi dieci, così come Alonso. Lance Stroll è quarto, mentre Hamilton è solo undicesimo, e non accede alla fase finale. Leclerc, sesto, elimina di fatto Carlos Sainz Jr.. Oltre allo spagnolo, e all'ex campione del mondo, vengono eliminati Tsunoda, Hülkenberg e Magnussen.
Le McLaren e Verstappen sono i primi a prendere la pista, nella terza fase. Piastri segna 1'10"193. Verstappen non fa meglio, chiudendo in 1'10"222. Solo Norris è veloce tanto da superare l'australiano, con 1'10"074; Leclerc, con gomme usate, si ferma a 1'10"758. Il tempo del ferrarista viene battuto da Russell. Pérez, Stroll, Alonso e Albon optano per puntare su un unico giro rapido. I due piloti dell'Aston Martin escono quando tutti gli altri sono ai box, per prepararsi agli ultimi minuti di sessione. Col secondo tentativo Verstappen, grazie a un ottimo secondo settore, segna 1'10"029, nuova pole position provvisoria. Poco dopo Norris si riprende il miglior tempo, con 1'09"673. Russell è capace di battere Pérez, e chiudere col quarto tempo.
Lando Norris conquista la quarta pole position in carriera, la terza della stagione, la prima da quella ottenuta nel Gran Premio d'Ungheria. Per la McLaren è la centocinquantanovesima partenza in prima posizione della storia, la terza della stagione, la prima da quella a Budapest proprio con Norris, la seconda nel Gran Premio d'Olanda dopo quella dell'edizione 1984 con Alain Prost. Verstappen è qualificato secondo dopo aver vinto dalle sue ultime cinque partenze consecutive dalla seconda posizione in griglia, includendo quella del Gran Premio di Spagna. L'olandese non parte in pole position nel Gran Premio di casa per la prima volta. Piastri parte terzo, alla sua seconda partenza tra i primi tre nelle ultime sette gare. L'altra è stata nel Gran Premio d'Ungheria, dove ha vinto la gara.
Russell ha conquistato il quarto posto e conduce sul compagno di scuderia Hamilton per 11-4 in questa stagione nel duello testa a testa in qualifica. Pérez si è qualificato tra i primi cinque per la seconda gara di fila dopo non esserci riuscito nelle sette precedenti. Leclerc è sesto. Il monegasco si è qualificato in questa posizione per la seconda volta nelle ultime cinque gare. Alonso, settimo, si schiera in quarta fila per la terza gara consecutiva. Albon è il più rapido nei primi dieci per la seconda edizione consecutiva, dopo aver ottenuto la migliore qualifica dell'anno per la Williams. La nona posizione di Stroll è il miglior risultato in qualifica per il canadese sulla pista olandese. Gasly si qualifica al Q3 per la terza volta in stagione facendo meglio del suo compagno di squadra Ocon nelle prove ufficiali per la prima volta in cinque gare. Sainz Jr. manca l'accesso all'ultima fase delle qualifica per la seconda volta in campionato dopo il Gran Premio del Canada. Hamilton, il dodicesimo più rapido, viene eliminato in Q2 per il secondo anno consecutivo nel Gran Premio d'Olanda. Il britannico ha vinto solo una volta in carriera oltre la decima posizione, nel Gran Premio di Germania 2018 dal quattordicesimo posto in griglia. Hamilton non è qualificato al Q3 per la terza volta in stagione dopo il Gran Premio d'Australia e il Gran Premio di Cina. Tsunoda conduce sul compagno di scuderia Ricciardo per 10-5 in questa stagione nel duello testa a testa in qualifica. L'australiano ha subito la sua quarta eliminazione in Q1 dell'anno. Hülkenberg fa meglio del compagno Magnussen in qualifica per la sesta gara consecutiva, con il tedesco che conduce 12-3. Ocon è eliminato in Q1 per il secondo anno di fila. Bottas e Guanyu sono eliminati in Q1; le monoposto della Sauber sono le uniche qualificate a più di un secondo dal ritmo generale. Il finlandese conduce il duello testa a testa nelle prove ufficiali sul cinese per 14-1.
Norris, alla decima prima fila in carriera, è il pilota col maggior numero di pole position in stagione dietro a Verstappen. Il britannico è il ventiduesimo pilota differente in prima piazza nel Gran Premio d'Olanda e sul circuito di Zandvoort, il primo di questa nazionalità da Graham Hill nell'edizione 1967. Egli ottiene la quarta partenza al palo in carriera in altrettanti Gran Premi e su circuiti diversi. Norris spezza una sequenza di quattro poleman diversi a partire dal Gran Premio d'Austria, nonché di tre pole position consecutive di Verstappen in questo appuntamento fin dall'edizione 2021. La McLaren è il team con più pole position in stagione dietro solo alla Red Bull Racing. La scuderia britannica, alla trecentocinquantesima partenza in prima fila, eguaglia il numero di partenze al palo nei Paesi Bassi della BRM. Per la seconda edizione consecutiva della gara, la prima fila è occupata dagli stessi piloti, con posizioni invertite. Norris e Verstappen condividono la prima fila per la quarta volta in stagione. Norris ha cinque precedenti partenze dalla prima posizione, di cui tre pole position in Gran Premio e due nella Sprint, ma non è mai riuscito a mantenere il comando durante il primo giro in nessuna di esse. Il tempo della pole position di 1'09"673 è il rilievo cronometrico più veloce sul circuito di Zandvoort dal 2021, l'ultimo anno delle precedenti regole aerodinamiche. Il margine del tempo più rapido dalla seconda posizione di 0"356 è il più alto della stagione. Nessun pilota ha vinto dalla pole position negli ultimi sei Gran Premi stagionali.
Carlos Sainz Jr., Sergio Pérez, George Russell, Lewis Hamilton e Lance Stroll non ricevono sanzioni da parte dei commissari sportivi, per non aver rispettato le istruzioni stabilite dalla direzione gara. Tutti i piloti hanno superato il tempo limite di un minuto e ventisei secondi valevole tra la seconda linea della safety car e la prima di essa. Russell e Stroll per due volte, nel corso del quinto e ottavo giro in Q1 per il britannico, e nel corso del decimo e undicesimo giro per il canadese, sempre nella stessa fase. Sainz Jr. e Pérez nel corso del quarto giro in Q1, mentre Hamilton nel corso del quinto, sempre nella stessa fase. Al termine delle qualifiche, Lewis Hamilton e Sergio Pérez vengono convocati dai commissari sportivi in quanto il pilota britannico ha ostacolato quello messicano alla curva 9, nel corso della Q1. Hamilton viene penalizzato di tre posizioni sulla griglia di partenza. Dopo le verifiche effettuate da parte della Federazione, il fondo della vettura di Alexander Albon non è conforme secondo l'articolo 3.5.1 del regolamento tecnico. Il pilota thailandese della Williams viene convocato dai commissari sportivi. Albon, qualificatosi in ottava posizione, viene squalificato dalla sessione di qualificazione. Egli viene autorizzato alla partenza del Gran Premio da parte dei commissari.

### Risultati
Nella sessione di qualifica si è avuta questa situazione:
| Pos                         | Nº | Pilota           | Costruttore                  | Q1       | Q2       | Q3       | Griglia |
| --------------------------- | -- | ---------------- | ---------------------------- | -------- | -------- | -------- | ------- |
| 1                           | 4  | Lando Norris     | McLaren-Mercedes             | 1'11"377 | 1'10"496 | 1'09"673 | 1       |
| 2                           | 1  | Max Verstappen   | Red Bull Racing-Honda RBPT   | 1'11"393 | 1'10"811 | 1'10"029 | 2       |
| 3                           | 81 | Oscar Piastri    | McLaren-Mercedes             | 1'11"541 | 1'10"505 | 1'10"172 | 3       |
| 4                           | 63 | George Russell   | Mercedes                     | 1'11"049 | 1'10"552 | 1'10"244 | 4       |
| 5                           | 11 | Sergio Pérez     | Red Bull Racing-Honda RBPT   | 1'11"006 | 1'10"678 | 1'10"416 | 5       |
| 6                           | 16 | Charles Leclerc  | Ferrari                      | 1'11"370 | 1'10"689 | 1'10"582 | 6       |
| 7                           | 14 | Fernando Alonso  | Aston Martin Aramco-Mercedes | 1'11"493 | 1'10"845 | 1'10"633 | 7       |
| 8                           | 18 | Lance Stroll     | Aston Martin Aramco-Mercedes | 1'11"518 | 1'10"661 | 1'10"857 | 8       |
| 9                           | 10 | Pierre Gasly     | Alpine-Renault               | 1'11"718 | 1'10"815 | 1'10"977 | 9       |
| 10                          | 55 | Carlos Sainz Jr. | Ferrari                      | 1'11"327 | 1'10"914 | N.D.     | 10      |
| 11                          | 44 | Lewis Hamilton   | Mercedes                     | 1'11"375 | 1'10"948 | N.D.     | 14      |
| 12                          | 22 | Yuki Tsunoda     | RB-Honda RBPT                | 1'11"603 | 1'10"955 | N.D.     | 11      |
| 13                          | 27 | Nico Hülkenberg  | Haas-Ferrari                 | 1'11"832 | 1'11"215 | N.D.     | 12      |
| 14                          | 20 | Kevin Magnussen  | Haas-Ferrari                 | 1'11"630 | 1'11"295 | N.D.     | PL      |
| 15                          | 3  | Daniel Ricciardo | RB-Honda RBPT                | 1'11"943 | N.D.     | N.D.     | 13      |
| 16                          | 31 | Esteban Ocon     | Alpine-Renault               | 1'11"995 | N.D.     | N.D.     | 15      |
| 17                          | 77 | Valtteri Bottas  | Kick Sauber-Ferrari          | 1'12"168 | N.D.     | N.D.     | 16      |
| 18                          | 24 | Zhou Guanyu      | Kick Sauber-Ferrari          | 1'13"261 | N.D.     | N.D.     | 17      |
| SQ                          | 23 | Alexander Albon  | Williams-Mercedes            | 1'11"503 | 1'10"768 | 1'10"653 | 19      |
| Tempo limite 107%: 1'15"976 |    |                  |                              |          |          |          |         |
| NQ                          | 2  | Logan Sargeant   | Williams-Mercedes            | N.D.     | N.D.     | N.D.     | 18      |

In grassetto sono indicate le migliori prestazioni in Q1, Q2 e Q3.

## Gara

### Resoconto

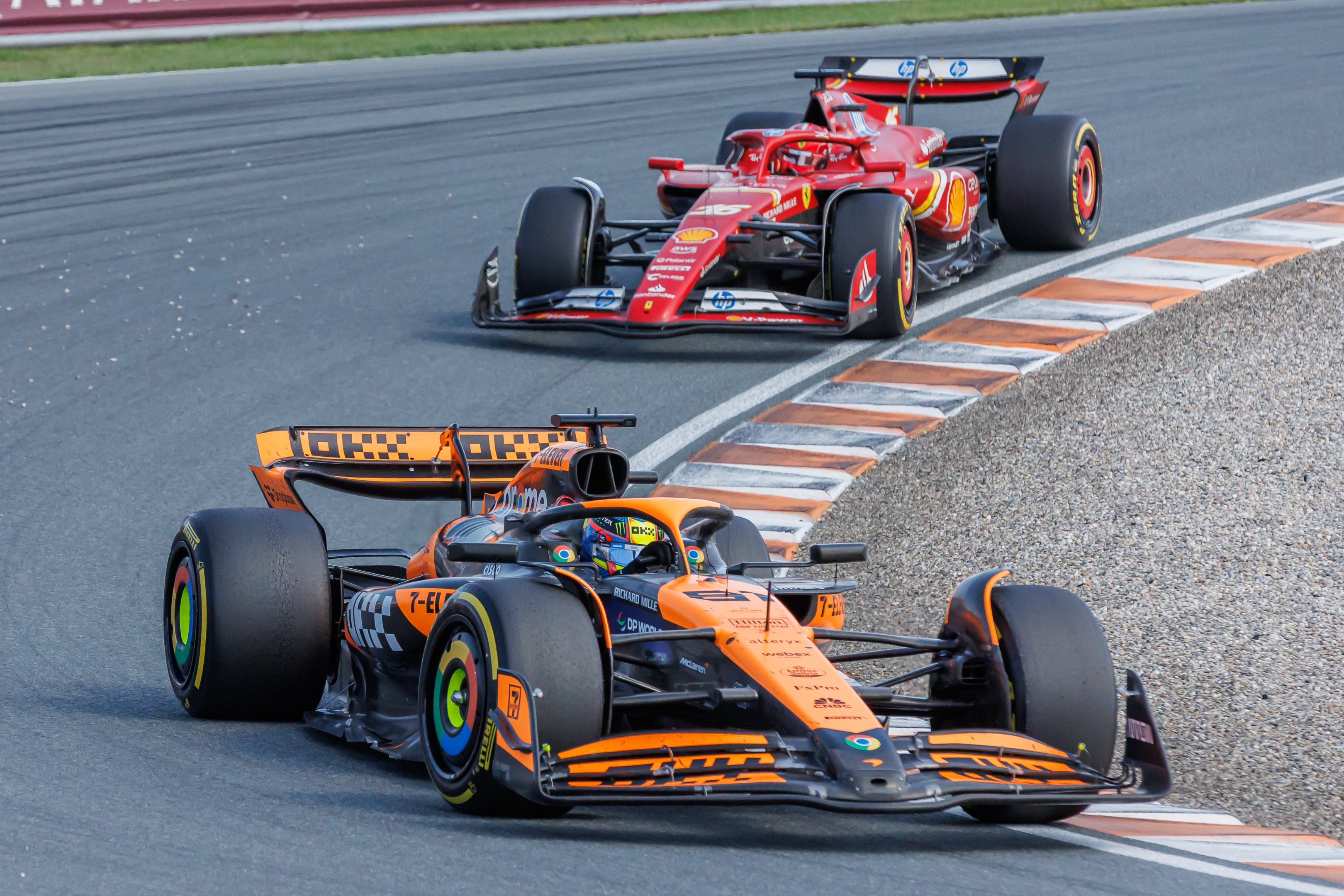
Oscar Piastri e Charles Leclerc durante la gara.

Prima della gara, sulla vettura di Kevin Magnussen viene installata la terza unità relativa al sistema di recupero dell'energia e all'unità di controllo elettronico. Il pilota danese della Haas, qualificatosi quattordicesimo, è costretto a partire dalla pit lane in quanto i nuovi componenti installati vengono sostituiti senza l'approvazione del delegato tecnico della Federazione sotto il regime di parco chiuso.
Tutti i piloti partono con gomme medie, a eccezione di Tsunoda, Hamilton e Bottas che optano per gomme soft. Partono male le McLaren: Norris cede subito la prima posizione a Verstappen, e Russell passa Piastri. Seguono Leclerc, Pérez, Gasly, Alonso e Sainz. Verstappen sembra non riuscire ad ampliare il margine su Norris, che resta sotto i due secondi. All'ottavo giro Sainz passa Alonso e, tre giri dopo, con un lungo duello, passa anche Pierre Gasly. 
Norris riduce il distacco e, al diciottesimo giro, supera Verstappen, riprendendosi la prima piazza. Il pilota della McLaren riesce, inoltre, a mettere subito un piccolo margine tra sé e il campione del mondo. Al ventiquattresimo giro si ferma, per la prima volta, Hamilton, ormai vicino alla zona dei punti. Il giro successivo Charles Leclerc è il primo dei piloti di testa a passare a gomme hard. La mossa del pilota della Ferrari gli consente di passare Russell, che si ferma un giro dopo e, complice un pit stop non perfetto, rientra alle spalle di Leclerc. Verstappen e Norris si fermano tra il ventottesimo e il ventinovesimo giro. Ciò permette a Oscar Piastri di prendere il comando del Gran Premio. L'australiano attenderà fino al trentaquattresimo giro, per il cambio gomme. Dopo la sua sosta la classifica vede, nuovamente, al comando Lando Norris, davanti a Verstappen, Leclerc, Russell, Piastri, Pérez, Sainz e Hamilton.
Piastri recupera la quarta posizione a Russell, al quarantesimo giro. Norris porta il margine su Verstappen a 11"5, mentre Piastri sembra poter attaccare Leclerc. Al quarantanovesimo giro Lewis Hamilton effettua la seconda sosta, passando alle soft. L'altro pilota della Mercedes, Russell, messo sotto pressione da un arrembante Sainz, attende il cinquantacinquesimo passaggio. Il britannico scala settimo, passato anche da Pérez. Nella parte finale di gara Leclerc riesce a difendersi da Piastri, mentre Norris controlla agevolmente la testa della corsa, e coglie anche il giro più veloce, all'ultima tornata.
Lando Norris vince il secondo Gran Premio in carriera. Per il pilota britannico della McLaren è la seconda vittoria in stagione dopo il successo nel Gran Premio di Miami. Per la scuderia di Woking è il centottantaseiesimo trionfo della propria storia, la terza vittoria della stagione, la prima da quella ottenuta nel Gran Premio d'Ungheria con Piastri, nonché il quarto successo complessivo nel Gran Premio d'Olanda, il primo dopo quello dell'edizione 1985 con Niki Lauda. Per Verstappen, secondo, è il centoottesimo podio in carriera e il decimo del campionato, alla duecentesima partenza in un Gran Premio di Formula 1. Il campione del mondo non riesce a replicare Michael Schumacher, Jenson Button, Nico Rosberg, Hamilton e Sebastian Vettel come vincitori nel loro duecentesimo Gran Premio. Leclerc, che chiude terzo per la seconda gara di fila, conquista il trentasettesimo podio in carriera, il settimo della stagione.
Il quarto posto dell'australiano testimonia che è il pilota con più punti conquistati negli ultimi cinque Gran Premi, con 92, oltre a essere l'unico concorrente a completare ogni giro in questa stagione. Sainz Jr., quinto, termina nei primi sei per la sesta gara consecutiva, dopo aver ottenuto un solo podio in questo segmento. Lo spagnolo ha sempre concluso nei primi cinque sul circuito di Zandvoort. Pérez, con la sesta posizione, ottiene il suo primo piazzamento tra i primi sei dopo il Gran Premio di Miami. Russell conclude settimo e segna solo undici punti in quattro gare dalla vittoria nel Gran Premio d'Austria e la squalifica, da vincitore, nel precedente Gran Premio del Belgio. Hamilton, ottavo, termina una striscia di tre gare consecutive a podio. Nono, Gasly eguaglia il miglior risultato stagionale suo e dell'Alpine. Alonso, decimo, mantiene il record nell'ottenere punti in tutte le quattro apparizioni nel Gran Premio d'Olanda. Hülkenberg termina undicesimo per la sesta volta in stagione.
Norris è il secondo pilota più vincente in stagione insieme a Hamilton, dietro solo a Verstappen. Il britannico è il ventunesimo pilota differente a vincere nel Gran Premio d'Olanda e sul circuito di Zandvoort, il primo alla guida della McLaren da Niki Lauda nell'edizione 1985, e il primo di questa nazionalità da James Hunt nel 1976. Egli termina una striscia di tre successi consecutivi di Verstappen nel Gran Premio di casa. Norris vince per la prima volta partendo da una delle prime due file dello schieramento dopo non esserci riuscito per trenta volte, ed è il primo pilota della McLaren con almeno due vittorie in un campionato dalla stagione 2012, oltre che a vincere un Gran Premio dalla pole position dopo Hamilton al Gran Premio d'Italia 2012. Norris non riesce a mantenere il comando durante il primo giro per la sesta volta dopo essere partito primo. Il pilota secondo in classifica generale è il primo a vincere dalla prima piazzola in stagione per la prima volta dal Gran Premio di Monaco con Leclerc. Egli segna il primo hat trick (pole position, giro veloce e vittoria) in carriera, il quarantottesimo pilota nella storia del mondiale a riuscirci, il primo di questa nazionalità da Hamilton nel Gran Premio d'Arabia Saudita 2021. Norris supera il punteggio totale stagionale più alto di sempre (205) con nove gare ancora da disputare. La McLaren eguaglia il numero di successi stagionali della Mercedes, dietro solo alla Red Bull Racing. La scuderia britannica segna quattro successi nei Paesi Bassi. Per il costruttore è solamente il terzo successo dell'era a effetto suolo a partire dal 2022, con tutte le vittorie ottenute in questa stagione. Una vettura motorizzata Mercedes trionfa in questo appuntamento solamente per la seconda volta.
Il premio del pilota del giorno viene assegnato per la cinquantaquattresima volta al vincitore del Gran Premio, e per la quarta gara di fila del campionato, nonché per la decima volta a un pilota britannico in stagione. Norris è votato pilota del giorno per la settima volta in stagione e per la diciassettesima volta complessiva dopo l'introduzione del riconoscimento nella stagione 2016, ora al terzo posto di sempre tra i piloti a essere stati premiati più volte. Egli si trova a una lunghezza dal record di Verstappen quale pilota premiato il maggior numero di volte in una singola stagione. È stato il secondo più veloce Gran Premio d'Olanda sul tempo della distanza di gara fra tutte le cinque configurazioni della pista utilizzate fin dal debutto del tracciato nella stagione 1952, corso alla media di 202,682 km/h. La corsa viene vinta per la sedicesima volta da un pilota partito in prima posizione, e per la quarta edizione consecutiva. Solo otto piloti concludono a pieni giri. Per la ventesima volta nella storia della massima categoria, di cui le ultime sedici gare a partire dal 2015, e per il quarto Gran Premio della stagione, il numero più alto mai registrato in un singolo campionato, tutti i piloti sono classificati. È il secondo Gran Premio d'Olanda, dopo l'edizione del 1961, nel quale tutti i piloti risultano classificati. Per la seconda gara consecutiva e mai accaduto prima nella storia del mondiale, i primi dieci classificati sono piloti che hanno vinto una corsa nella categoria. Norris, Verstappen e Leclerc condividono il podio per la terza volta, il britannico e l'olandese per la diciassettesima. Per la sesta volta in stagione Verstappen e Norris occupano le prime due posizioni all'arrivo. Il pilota della Red Bull Racing segna cinque Gran Premi consecutivi senza vittorie, la striscia peggiore dal 2020. Egli non riesce a vincere il Gran Premio di casa per la prima volta. Il suo vantaggio in campionato si riduce solo per la quarta volta in tutta la stagione. Il distacco tra il vincitore e il secondo classificato di 22"896 è il più alto del campionato. Norris è il primo pilota, oltre a Verstappen, a vincere con più di dieci secondi in quasi due anni e mezzo. L'ultimo fu Leclerc nel Gran Premio d'Australia 2022. Il Gran Premio non ha visto l'esposizione delle bandiere gialle, né dell'utilizzo della safety car o del regime di virtual safety car per la prima volta dal Gran Premio di Gran Bretagna. La gara mette fine a una serie di sei Gran Premi consecutivi non vinti dalla pole position, la più lunga nella categoria dal 2009-2010. La Red Bull Racing ha un vantaggio di trenta punti sulla McLaren nella classifica costruttori.
Sono stati cancellati quattro tempi dai commissari sportivi ai piloti per non aver rispettato i limiti della pista, durante la gara. Si sono visti cancellare il tempo Kevin Magnussen (alla curva 1), Pierre Gasly (alla curva 3), Carlos Sainz Jr. (alla curva 1) e Zhou Guanyu (alla curva 3).

### Risultati
I risultati del Gran Premio sono i seguenti:
| Pos | Nº | Pilota           | Costruttore                  | Giri | Tempo/Ritiro | Griglia | Punti |
| --- | -- | ---------------- | ---------------------------- | ---- | ------------ | ------- | ----- |
| 1   | 4  | Lando Norris     | McLaren-Mercedes             | 72   | 1h30'45"519  | 1       | 26    |
| 2   | 1  | Max Verstappen   | Red Bull Racing-Honda RBPT   | 72   | +22"896      | 2       | 18    |
| 3   | 16 | Charles Leclerc  | Ferrari                      | 72   | +25"439      | 6       | 15    |
| 4   | 81 | Oscar Piastri    | McLaren-Mercedes             | 72   | +27"337      | 3       | 12    |
| 5   | 55 | Carlos Sainz Jr. | Ferrari                      | 72   | +32"137      | 10      | 10    |
| 6   | 11 | Sergio Pérez     | Red Bull Racing-Honda RBPT   | 72   | +39"542      | 5       | 8     |
| 7   | 63 | George Russell   | Mercedes                     | 72   | +44"617      | 4       | 6     |
| 8   | 44 | Lewis Hamilton   | Mercedes                     | 72   | +49"599      | 14      | 4     |
| 9   | 10 | Pierre Gasly     | Alpine-Renault               | 71   | +1 giro      | 9       | 2     |
| 10  | 14 | Fernando Alonso  | Aston Martin Aramco-Mercedes | 71   | +1 giro      | 7       | 1     |
| 11  | 27 | Nico Hülkenberg  | Haas-Ferrari                 | 71   | +1 giro      | 12      |       |
| 12  | 3  | Daniel Ricciardo | RB-Honda RBPT                | 71   | +1 giro      | 13      |       |
| 13  | 18 | Lance Stroll     | Aston Martin Aramco-Mercedes | 71   | +1 giro      | 8       |       |
| 14  | 23 | Alexander Albon  | Williams-Mercedes            | 71   | +1 giro      | 19      |       |
| 15  | 31 | Esteban Ocon     | Alpine-Renault               | 71   | +1 giro      | 15      |       |
| 16  | 2  | Logan Sargeant   | Williams-Mercedes            | 71   | +1 giro      | 18      |       |
| 17  | 22 | Yuki Tsunoda     | RB-Honda RBPT                | 71   | +1 giro      | 11      |       |
| 18  | 20 | Kevin Magnussen  | Haas-Ferrari                 | 71   | +1 giro      | PL      |       |
| 19  | 77 | Valtteri Bottas  | Kick Sauber-Ferrari          | 70   | +2 giri      | 16      |       |
| 20  | 24 | Zhou Guanyu      | Kick Sauber-Ferrari          | 70   | +2 giri      | 17      |       |

Lando Norris riceve un punto addizionale per aver segnato il giro più veloce della gara.

## Classifiche mondiali

### Piloti
| Pos | Pilota           | Punti |
| --- | ---------------- | ----- |
| 1   | Max Verstappen   | 295   |
| 2   | Lando Norris     | 225   |
| 3   | Charles Leclerc  | 192   |
| 4   | Oscar Piastri    | 179   |
| 5   | Carlos Sainz Jr. | 172   |
| 6   | Lewis Hamilton   | 154   |
| 7   | Sergio Pérez     | 139   |
| 8   | George Russell   | 122   |
| 9   | Fernando Alonso  | 50    |
| 10  | Lance Stroll     | 24    |
| 11  | Nico Hülkenberg  | 22    |
| 12  | Yuki Tsunoda     | 22    |
| 13  | Daniel Ricciardo | 12    |
| 14  | Pierre Gasly     | 8     |
| 15  | Oliver Bearman   | 6     |
| 16  | Kevin Magnussen  | 5     |
| 17  | Esteban Ocon     | 5     |
| 18  | Alexander Albon  | 4     |

### Costruttori
| Pos | Costruttore                  | Punti |
| --- | ---------------------------- | ----- |
| 1   | Red Bull Racing-Honda RBPT   | 434   |
| 2   | McLaren-Mercedes             | 404   |
| 3   | Ferrari                      | 370   |
| 4   | Mercedes                     | 276   |
| 5   | Aston Martin Aramco-Mercedes | 74    |
| 6   | RB-Honda RBPT                | 34    |
| 7   | Haas-Ferrari                 | 27    |
| 8   | Alpine-Renault               | 13    |
| 9   | Williams-Mercedes            | 4     |